# 格尔格斯豪森
格尔格斯豪森是德国莱茵兰-普法尔茨州的一个市镇。总面积3.24平方公里，总人口817人，其中男性418人，女性399人（2011年12月31日），人口密度252人/平方公里。